# Trotter Prim
Trotter Prim este o companie din România care deține lanțurile de restaurante City Grill, Buongiorno, Caru' cu Bere și cafenelele City Cafe.
Compania este controlată de omul de afaceri Dragoș Petrescu.
În decembrie 2009, compania deținea 8 restaurante și cafenele City Grill / City Cafe, 2 restaurante Buongiorno, un restaurant Bundetot, restaurantul Caru' cu bere, un restaurant Hanul Berarilor și un pub Sport Bar Cantina.
În februarie 2011, grupul avea aproximativ 8.000 de clienți pe zi.
După ce a ieșit din acționariatul La Mama, cedându-i lui Cătălin Mahu participația sa, Dragoș Petrescu a deschis în 2005 restaurantele City Grill.
După aproximativ un an a extins segmentul, inaugurând cafenelele City Cafe.
În 2006 Petrescu și partenerul său Daniel Mischie preiau administrarea uneia dintre cele mai vechi berării - Caru' cu Bere.
În 2007 grupul City Grill decide să intre pe un segment superior de restaurante și preia fostul restaurant Casa di David pe care îl transformă în Buongiorno.
La sfârșitul lui 2009 deschide Hanu' Berarilor, o altă berărie într-o clădire istorică, pe spațiul fostului restaurant Casa Bucur din centrul Bucureștiului.
În aceeași perioadă grupul City Grill își adaugă în portofoliu alte două branduri - pub-ul Cantina Sport Bar și shaormeria Bundetot.
La jumătatea anului 2010, a deschis în franciză prima unitate de brutărie BackWerk în zona Pieței Universității din București.
În prezent, pe lângă marile restaurante din lanțul Trotter Prim, restaurantul Maison des Crepes a început procesul de francizare în parteneriat cu grupul City Grill care este deținut de omul de afaceri Dragoș Petrescu. La 3 luni de la debutul procesului de franizare, au fost deschise deja 4 restaurante. 
Număr de angajați în 2011: 700
Cifra de afaceri în 2008: 14 milioane euro